# Heterostemon ellipticus
Heterostemon ellipticus är en ärtväxtart som beskrevs av George Bentham. Heterostemon ellipticus ingår i släktet Heterostemon och familjen ärtväxter. Inga underarter finns listade i Catalogue of Life.